# اچ‌ام‌اس دلفین (۱۸۱۳)
اچ‌ام‌اس دلفین (۱۸۱۳) (به انگلیسی: HMS Dolphin (1813)) یک کشتی بود.